# 多曼蒂夫卡
49°42′0″N 29°37′22″E / 49.70000°N 29.62278°E
多曼蒂夫卡（烏克蘭語：Домантівка）是位於烏克蘭北部的村莊，由基辅州白采爾克瓦區的斯克維拉市鎮負責管轄。該村始建於十八世紀，面積1.28平方公里，海拔高度222米，2001年人口266，人口密度每平方公里207.8人。